# Izogamia

Różne formy izogamii:
A – i. komórek ruchliwych
B – i. komórek nieruchomych
C – koniugacja

Izogamia – typ rozmnażania płciowego, gdzie dwie gamety są identyczne pod względem kształtu i ruchliwości, ale różniące się biochemią, fizjologią i genetycznie. Gamety oznacza się tu jako „+” i „–”. Występuje u pierwotniaków (ameby), jednokomórkowych glonów, grzybów i zielenic.